# أدونيس صغير الثمر
أدونيس صغير الثمر  ناب الجمل (الاسم العلمي: Adonis microcarpa) نوع نباتي ينتمي إلى جنس الأدونيس أو عين الجمل من الفصيلة الحوذانية.